# Реанімація (гурт)
Реаніма́ція (рос. Реанимация) — павер-метал гурт з міста Одеси. З'явився у 2000 році. Мають 2 повноцінні альбоми. 

## Склад
Склад гурту:
- Денис Хотячук — вокал, бас-гітара
- Андрій Головерда — гітара, бек-вокал
- Олексій Киричек — ударні

Вокаліст гурту Денис — лауреат міжнародного та регіонального конкурсів з академічного вокалу та учасник хору Квінта, що зайняв перше місце на міжнародному фестивалі хорового мистецтва в Італії.

## Дискографія
| Назва       | Переклад   | Тип                | Лейбл              | Рік  |
| ----------- | ---------- | ------------------ | ------------------ | ---- |
| Реанимация  | Реанімація | демо               |                    | 2005 |
| Рассвет     | Світанок   | Повноцінний альбом | Musica Productions | 2006 |
| Характерник |            | Повноцінний альбом | CD-Maximum         | 2008 |
| К истокам   |            | Повноцінний альбом |                    | 2019 |